# Magenblutung
Eine Magenblutung ist ein Blutverlust im Magen, der sich als Bluterbrechen oder Teerstuhl zeigen kann.
Chronische geringe Sickerblutungen im Magen können auch völlig unbemerkt bleiben.
Ganz akute Blutungen können zu einem Kreislaufschock führen.
Meist wird unter dem Begriff Magenblutung auch unscharf eine Blutung aus der Speiseröhre oder dem Zwölffingerdarm subsumiert, solange nicht klar ist, wo die wirkliche Blutungsquelle zu finden ist.
Richtiger müsste man dann sagen: Blutung im oberen Gastrointestinaltrakt.

## Ursachen
- Magenverletzungen und Magenoperationen[1]
- Magengeschwür
- Gastritis
- Mallory-Weiss-Syndrom
- Magenerosionen
- Magenkrebs
- Krampfadern im Magen
- Nichtsteroidales Antirheumatikum (NSAR). Die gesetzlichen Krankenversicherungen wenden jährlich fast 125 Mio. Euro für die Behandlung gastrointestinaler Nebenwirkungen der NSAR auf. 1100 bis 2200 Menschen sterben in Deutschland jährlich an gastrointestinalen Komplikationen (Schätzungen). Die Dunkelziffer dürfte deutlich höher liegen.[2][3]

## Diagnostik
- Kontrolle des Hämoglobinspiegels und der Gerinnung
- Magenspiegelung
  - Problematisch ist hier, dass bei frischer Blutung der Magen sehr unübersichtlich und schlecht zu untersuchen ist.
- Magensonde
- Ultraschall, um zum Beispiel eine Leberzirrhose zu erkennen

## Therapie
- Blutersatz
- Gerinnungsfaktorersatz falls notwendig
- Bremsung der Magensäureproduktion
- Endoskopische Blutstillung
- Operation, falls sich die Blutung nicht stillen lässt

Die erste operative Behandlung einer Magenverletzung soll 1521 in Regensburg erfolgt sein, wie Daniel Beckher der Ältere berichtet, der im Jahr 1643 auch weitere Autoren anführt, die über geheilte Magenwunden nach Verletzungen berichteten. Zu den ersten operativen Eingriffen am Magen zählt die mit einer Gastrotomie erreichte Entfernung eines 9,5 Zoll langen Messers aus dem Magen des sich als Messerschlucker probierenden 36-jährigen Bauernknechtes Florian Mathis in Prag im Jahr 1602. Der Chirurg Heinrich Adolf von Bardeleben empfahl in seinem Lehrbuch der Chirurgie Magenwunden mit Kürschnernähten zuzunähen, und bei Misslingen die Wunde als Fistel in die Bauchdecken einzunähen. Theodor Billroth hatte 1877 erfolgreich eine große Magenfistel durch „Gasteroraphie“ operativ verschlossen.